# Collegio uninominale Veneto - 04 (2017)
Il collegio elettorale uninominale Veneto - 04 è stato un collegio elettorale uninominale della Repubblica Italiana per l'elezione del Senato tra il 2017 ed il 2022.

## Territorio
Come previsto dalla legge elettorale italiana del 2017, il collegio era stato definito tramite decreto legislativo all'interno della circoscrizione Veneto.
Era formato dal territorio di 66 comuni: Adria, Ariano nel Polesine, Arquà Polesine, Badia Polesine, Bagnolo di Po, Bergantino, Bosaro, Calto, Campagna Lupia, Campolongo Maggiore, Camponogara, Canaro, Canda, Castelguglielmo, Castelmassa, Castelnovo Bariano, Cavarzere, Ceneselli, Ceregnano, Chioggia, Cona, Corbola, Costa di Rovigo, Crespino, Dolo, Ficarolo, Fiesso d'Artico, Fiesso Umbertiano, Fossò, Frassinelle Polesine, Fratta Polesine, Gaiba, Gavello, Giacciano con Baruchella, Guarda Veneta, Lendinara, Loreo, Lusia, Melara, Mira, Mirano, Occhiobello, Papozze, Pettorazza Grimani, Pianiga, Pincara, Polesella, Pontecchio Polesine, Porto Tolle, Porto Viro, Rosolina, Rovigo, Salara, Salzano, San Bellino, San Martino di Venezze, Santa Maria di Sala, Stienta, Stra, Taglio di Po, Trecenta, Vigonovo, Villadose, Villamarzana, Villanova del Ghebbo, Villanova Marchesana.
Il collegio era parte del collegio plurinominale Veneto - 01.

## Eletti
| Elezione | Elezione | Senatore         | Partito      |
| -------- | -------- | ---------------- | ------------ |
|          | 2018     | Roberta Toffanin | Forza Italia |

## Dati elettorali

### XVIII legislatura
Come previsto dalla legge elettorale, 116 senatori erano eletti con sistema a maggioranza relativa in altrettanti collegi uninominali a turno unico.
| Candidati              | Candidati                  | Voti    | %     | Liste                           | Voti    | %     |
| ---------------------- | -------------------------- | ------- | ----- | ------------------------------- | ------- | ----- |
|                        | Roberta Toffanin ✔️ Eletto | 122 802 | 44,83 | Lega                            | 78 391  | 28,62 |
| Forza Italia           | Roberta Toffanin ✔️ Eletto | 122 802 | 44,83 | 31 289                          | 11,42   |       |
| Fratelli d'Italia      | Roberta Toffanin ✔️ Eletto | 122 802 | 44,83 | 10 872                          | 3,97    |       |
| Noi con l'Italia - UDC | Roberta Toffanin ✔️ Eletto | 122 802 | 44,83 | 2 250                           | 0,82    |       |
|                        | Micaela D'Aquino           | 77 234  | 28,20 | Movimento 5 Stelle              | 77 234  | 28,20 |
|                        | Pier Paolo Baretta         | 55 855  | 20,39 | Partito Democratico             | 48 719  | 17,79 |
| +Europa                | Pier Paolo Baretta         | 55 855  | 20,39 | 4 720                           | 1,72    |       |
| Civica Popolare        | Pier Paolo Baretta         | 55 855  | 20,39 | 1 265                           | 0,46    |       |
| Italia Europa Insieme  | Pier Paolo Baretta         | 55 855  | 20,39 | 1 151                           | 0,42    |       |
|                        | Tania Azzalin              | 7 582   | 2,77  | Liberi e Uguali                 | 7 582   | 2,77  |
|                        | Daniela Moretto            | 2 418   | 0,88  | Italia agli Italiani            | 2 418   | 0,88  |
|                        | Ettore Cassetta            | 2 118   | 0,77  | Il Popolo della Famiglia        | 2 118   | 0,77  |
|                        | Carla Rossi                | 1 813   | 0,66  | CasaPound                       | 1 813   | 0,66  |
|                        | Maria Teresa Bovolenta     | 1 623   | 0,59  | Potere al Popolo!               | 1 623   | 0,59  |
|                        | Massimiliano Malaspina     | 1 003   | 0,37  | Grande Nord                     | 1 003   | 0,37  |
|                        | Candida Maggiolo           | 826     | 0,30  | Partito Valore Umano            | 826     | 0,30  |
|                        | Cesarina De Min            | 377     | 0,14  | Per una Sinistra Rivoluzionaria | 377     | 0,14  |
|                        | Alessandro Boniolo         | 263     | 0,10  | PRI - ALA                       | 263     | 0,10  |
| Totale                 | Totale                     | 273 914 | 100   |                                 | 273 914 | 100   |
|                        |                            |         |       |                                 |         |       |
| Voti non validi        | Voti non validi            | 8 018   | 2,84  |                                 |         |       |
| Votanti                | Votanti                    | 281 932 | 77,18 |                                 |         |       |
| Elettori               | Elettori                   | 365 306 |       |                                 |         |       |